# Löwen-Apotheke (Eckernförde)

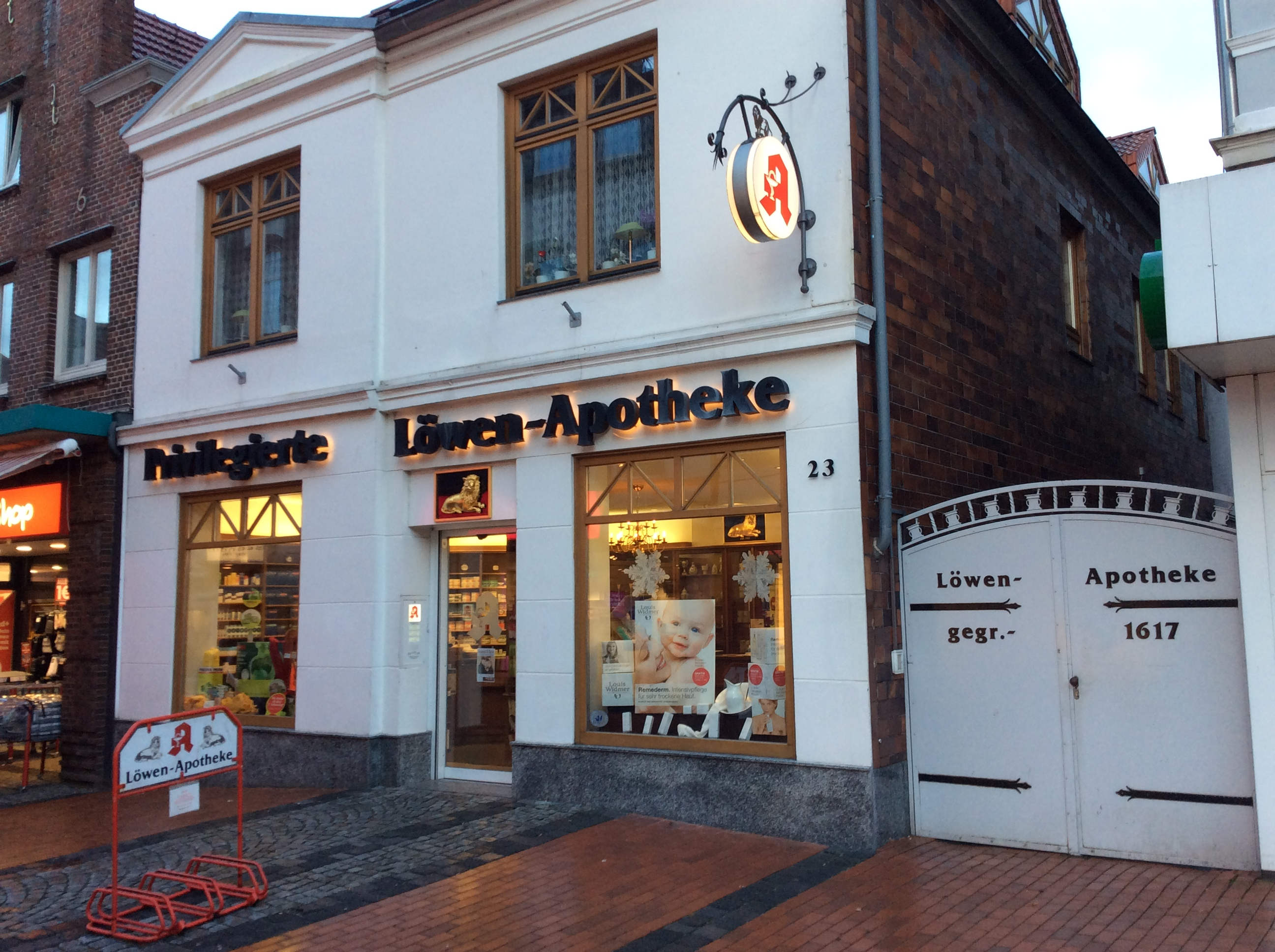
Das Gebäude der Privilegierten Löwen-Apotheke in der Kieler Straße

Die Privilegierte Löwen-Apotheke in Eckernförde ist als Unternehmen die älteste Apotheke im ehemaligen Kreis Eckernförde und gehört zu den ältesten Apotheken Schleswig-Holsteins.

## Zulassung
Der dänische König Christian IV. erteilte mit Datum vom 16. Dezember 1617 in seiner Rolle als Herzog von Schleswig der Löwen-Apotheke das Privileg, als einzige in Eckernförde mit Arzneimitteln und Alkohol handeln zu dürfen. Die Originalurkunde ist noch heute erhalten. Die Eckernförder Löwen-Apotheke ist damit dreizehn Jahre jünger als die Rats-Apotheke in Flensburg, der größten Stadt des Landesteils Schleswig.
Eine erste Konkurrenz bekam in unmittelbarer Nachbarschaft die Löwen-Apotheke bereits im Jahr 1663 durch Johann Kunckel. In einer langen Eingabe vom 24. April 1663 legte Johannes Erman jun. bei Bürgermeister und Rat der Stadt Protest über diese Konkurrenz ein. Es würden ihm alle Nahrungsmittel ... entzogen werden, daß ich auf solche Weise allhie mein Brodt länger nicht zu erwerben weiß, so dass er bat, bei diesem mir gnädigst ertheilten Privilegio mich zu schützen und zu verteidigen. Kunckel verließ kurz darauf Eckernförde.
Der dann im Jahr 1701 ohne Privileg durch den Apotheker Theodor Tamm eröffneten Hirsch-Apotheke wurde erst 1710 nachträglich das herzogliche Privileg erteilt. Dieses zweite Privileg wurde aber aufgrund der für nicht ausreichend befundenen Größe der Stadt Eckernförde nicht verlängert, und die Hirsch-Apotheke wurde 1836 nach Gettorf verlegt, wo sie auch heute noch existiert.
Erst 1935 eröffnete dauerhaft eine zweite Apotheke in der Stadt Eckernförde.

## Gründer und Nachfolger
Gründer der Löwen-Apotheke in Eckernförde war der aus Siebenbürgen stammende Apotheker Johannes Erman.
Nach dessen Tod 1648 wurde das Privileg auf den Sohn des Gründers, der ebenfalls Johannes Erman hieß, übertragen.
Weitere historische Besitzer waren:
- Paul Erman, Enkel des Gründers (1704–1747)
- Johann Balthasar Riefferstahl[5]
- Udo H. F. Streckenbach (ab 1855), Vater des Blumenmalers Max Streckenbach
- Karl H. May (ab 1892)
- Ernst A. G. Lyncke (ab 1893)
- Curt Zeigermann (ab 1900)
- Herbert Zeigermann (1932– ), Sohn des Vorgenannten

## Betriebsstätte

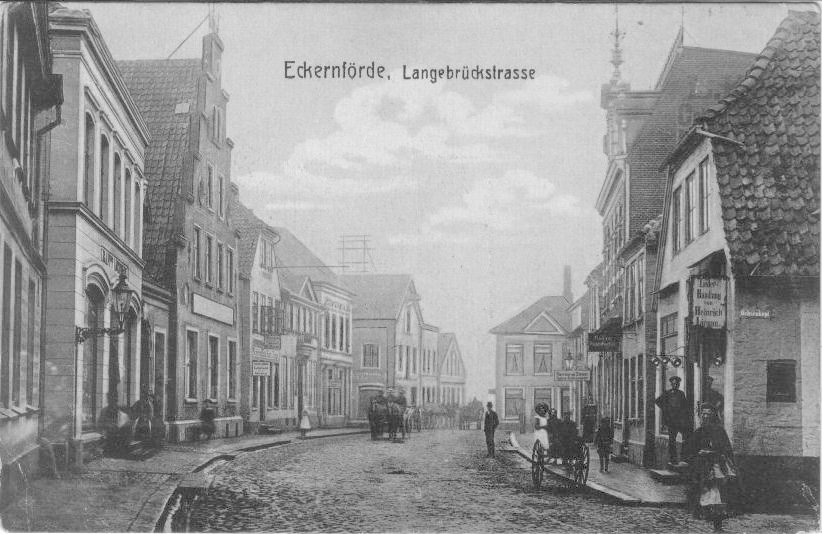
Alte Ansicht der Langebrückstraße,
über 300 Jahre Standort der Privilegierten Löwen-Apotheke

Zunächst befand sich die Löwen-Apotheke von 1617 bis 1932 in der Langebrückstraße 8. Aufgrund der Enge der Straße zog man dann in die Kieler Straße 23, wo die Apotheke bis heute ihren Sitz hat. Das im Jahr 2017 gefeierte Jubiläum zum 400-jährigen Bestehen der Apotheke wurde auch in den Stadtführungen thematisiert.

## Trivia
- Aus eigener Herstellung ist der Kräuter-Löwe, ein milder Magenbitter nach Rezeptur der Benediktiner-Mönche
- In der Nähe der Apotheke ist ein Geocache versteckt.[7]